# Kord (Maschinengewehr)
Das Kord ist ein schweres russisches Maschinengewehr im Kaliber 12,7 × 108 mm. Der GRAU-Index der Waffe lautet 6P49. Der Name KorD leitet sich von den Anfangsbuchstaben des Entwicklers und Herstellers (russisch ковровские оружейники-дегтярёвцы, transl. [Kowrowskije oruscheiniki-Degtjarjowzy]), wörtlich übersetzt „Kowrow'sche Waffenschmiede (Büchsenmacher) - Degtjarjowwerk“ ab.

## Geschichte
Der Vorgänger dieses Modells war das NSW-MG. Dieses wurde im kasachischen Uralsk produziert, das nach dem Zerfall der Sowjetunion aus russischer Perspektive nunmehr im Ausland liegt. Baupläne und Fertigungsmittel verblieben dort. Anstatt das NSW in ursprünglicher Form in Russland nachzubauen, entschloss man sich, ein verbessertes Nachfolgemodell zu entwerfen. Die Fertigung wurde in das Degtjarjowwerk in Kowrow verlegt. Eine Exportversion war zwar angedacht, mangels Nachfrage aus dem Ausland blieb vorerst die Armee der Russischen Föderation der einzige Auftraggeber. Mittlerweile wurde die Waffe nachweisliche nach Namibia und Syrien exportiert.

## Technik
Der beim NSW in die linke Gehäuseseite einrastende Verschluss wurde durch einen robusteren Drehkopfverschluss ersetzt. Die Mündung wurde überarbeitet; eine Mündungsbremse verringert den Rückstoß. Damit wurde es möglich, eine Infanterieversion mit einem einfachen Zweibein zu entwickeln. Für ein Maschinengewehr dieses Kalibers ist das Kord vergleichsweise gut tragbar und mobil. Der Lauf des Kord übersteht Dauerfeuer weitaus besser als der des NSW und streut bei starker Erhitzung weniger. Auf der linken Seite des Systemkastens ist eine Montageschiene angebracht, an der sowjetisch/russische Standardoptiken befestigt werden können.
NSW und Kord ähneln sich äußerlich sehr und können nur anhand der Nieten des Verschlusses voneinander unterschieden werden. Das NSW hat im vorderen linken und dem mittleren Verschlussteil mehr Nieten als das Kord. Das  6T19-Zweibein des Kord ist fest an der Waffe montiert und wird auch dann nicht entfernt, wenn das Kord auf Dreibeinlafette eingesetzt wird.

## Varianten
- 6P49: Bordwaffenversion zur koaxialen Montage in gepanzerten Fahrzeugen
- 6P57: Infanterie-Version mit Zweibein
- 6P58: schwere/lafettierte Version mit Dreibein